# Darka
Darka je žensko osebno ime.

## Izvor imena
Ime Darka je izpeljano iz imena Darinka.

## Pogostost imena
Po podatkih Statističnega urada Republike Slovenije je bilo na dan 31. decembra 2007 v Sloveniji število ženskih oseb z imenom Darka:214. Med vsemi ženskimi imeni pa je ime Darka po pogostosti uporabe uvrščeno na 394 mesto.

## Osebni praznik
Darka oraznjuje god 25. oktobra.